# 蘇力揚
蘇力揚（2001年12月27日—），臺湾男子羽毛球运动员，就讀臺北市立大学。

## 簡歷
蘇力揚的父親蘇志明及哥哥蘇力瑋都是中華民國羽球協會的甲組球員，蘇志明現為高中體育老師。蘇力揚從就讀臺北市民權國小一年級時開始練球。2019年，蘇力揚在亞洲青少年羽毛球錦標賽奪得男子單打銅牌，2022年在該年第二次全國羽球排名賽奪得甲組冠軍。

### 2023年：台北公開賽四強
在2023年6月舉辦的台北羽球公開賽，蘇力揚先以兩局（23-21、21-15）打敗同胞廖倬甫，次輪以兩局（21-16、21-17）擊敗印度老將卡夏普·帕魯帕利，在八強以兩局（21-5、21-17）力挫黑馬楊升宙，並在四強直落二（21-11、21-15）擊敗香港一哥伍家朗（世界排名第16），生涯首度晉級世界巡迴賽決賽；最終他以21－23、15－21不敵印尼選手奇科·奧拉·德維·瓦多約，獲得亞軍，亦寫下生涯最佳紀錄。

## 主要比賽成績
只列出曾進入準決賽的國際賽事成績：
| 年份   | 賽事                       | 公開賽級別 | 項目     | 成績   |
| ------ | -------------------------- | ---------- | -------- | ------ |
| 2017年 | 雪梨羽毛球國際賽           | 國際系列賽 | 男子單打 | 準決賽 |
| 2019年 | 亞洲青少年羽球錦標賽       | 其他       | 男子單打 | 準決賽 |
| 2022年 | 波恩羽球國際賽             | 未來系列賽 | 男子單打 | 亞軍   |
| 2022年 | 蒙古國羽毛球國際挑戰賽     | 國際挑戰賽 | 男子單打 | 亞軍   |
| 2022年 | 本迪戈羽毛球國際賽         | 國際挑戰賽 | 男子單打 | 亞軍   |
| 2023年 | 斯洛文尼亞羽毛球公開賽     | 國際挑戰賽 | 男子單打 | 亞軍   |
| 2023年 | 北馬里亞納羽毛球公開賽     | 國際挑戰賽 | 男子單打 | 準決賽 |
| 2023年 | 塞班島羽毛球國際賽         | 國際挑戰賽 | 男子單打 | 準決賽 |
| 2023年 | 台北羽球公開賽             | 超級300賽  | 男子單打 | 亞軍   |
| 2023年 | 印尼泗水羽球大師賽         | 超級100賽  | 男子單打 | 準決賽 |
| 2024年 | 泰國羽球大師賽             | 超級300賽  | 男子單打 | 準決賽 |
| 2025年 | 夏季世界大學運動會羽球比賽 | 其他       | 混合團體 | 銀牌   |

| 2018-2026年 | 總決賽 | 超級1000賽 | 超級750賽 | 超級500賽 | 超級300賽 | 超級100賽 | 國際挑戰賽 | 國際系列賽 | 未來系列賽 | 其他 |